# جوناثان كريستيان سيلفا
جوناثان كريستيان سيلفا (بالإسبانية: Jonathan Cristian Silva)‏ وهو لاعب كُرة قدم أرجنتيني في مركز الظهير الأيسر ولد في يوم 29 يونيو 1994م في مدينة لابلاتا في الأرجنتين وهو يلعب حالياً مع نادي روما في إيطاليا على سبيل الإعارة من سبورتينغ لشبونة وسبق له اللعب نادي إستوديانتيس دى لا بلاتا ونادي بوكا جونيورز ويبلغ طوله 175 سم.

## روابط خارجية
- جوناثان كريستيان سيلفا على موقع الاتحاد الأوربي (الإنجليزية)
- جوناثان كريستيان سيلفا على موقع إي إس بي إن إف سي (الإنجليزية)
- جوناثان كريستيان سيلفا على موقع قاعدة بيانات كرة القدم.إي يو (الإنجليزية)
- جوناثان كريستيان سيلفا على موقع بيانات كرة القدم. دي إي (الألمانية)
- جوناثان كريستيان سيلفا على موقع ناشيونال فوتبول تيمز (الإنجليزية)
- جوناثان كريستيان سيلفا على موقع Soccerway.com (الإنجليزية)
- جوناثان كريستيان سيلفا على موقع عالم كرة القدم.نت (الإنجليزية)
- جوناثان كريستيان سيلفا على موقع AS.com (الإسبانية)